# Joseph Perrier
Pour les articles homonymes, voir Perrier.
Joseph Perrier (1795-1870), issu d'une grande famille de négociants, est le fils de François-Alexandre Perrier. 
Né à Châlons-sur-Marne, il fonde en 1825 à Avize son propre négoce de champagne « Joseph Perrier Fils & Cie », qu’il installe avenue de Paris dans sa ville natale en 1827, et devient sa maison de champagne éponyme. L’ancien relais de poste est transformé en site de production de champagne, et Joseph Perrier fait agrandir les caves gallo-romaines du site pour y stocker les bouteilles. 
En 1822, il épouse Charlotte Grenet, avec laquelle il a trois filles et un fils. 
Joseph Perrier crée une cuvée originale pour le mariage de sa fille Stéphanie-Joséphine en 1847. Son fils Emile-Armand Perrier le rejoint à la tête de la maison en 1856. Ce dernier est maire de Fagnières de 1884 à 1887.  
Dans les années 1830, Joseph Perrier participe à la vie municipale avant de devenir maire de Châlons-sur-Marne de 1854 à 1860. Pendant son mandat de maire, la prison de la ville est construite, située boulevard Anatole France et son conseil municipal valide le déménagement des abattoirs de la ville, rue du Faubourg Saint Antoine. Le site abrite aujourd’hui la DRAC Grand Est. En 1856, Napoléon III signe le décret de délimitation du camp de Châlons, installé juste à côté de Mourmelon, les deux villes étant rapidement reliées par une voie de chemin de fer.
Il est également conseiller général du département de la Marne. Joseph Perrier a été président du tribunal de commerce de Châlons-sur-Marne et président de la caisse des incendies de la Marne.  
Ses frères Benjamin et Eugène (1810-1879) fondent leur propre négoce de champagne à Châlons-sur-Marne. Eugène Perrier est maire de la ville de 1867 à 1875 puis député de la Marne dans la circonscription (1871-1876).